# Miltmeridiaan

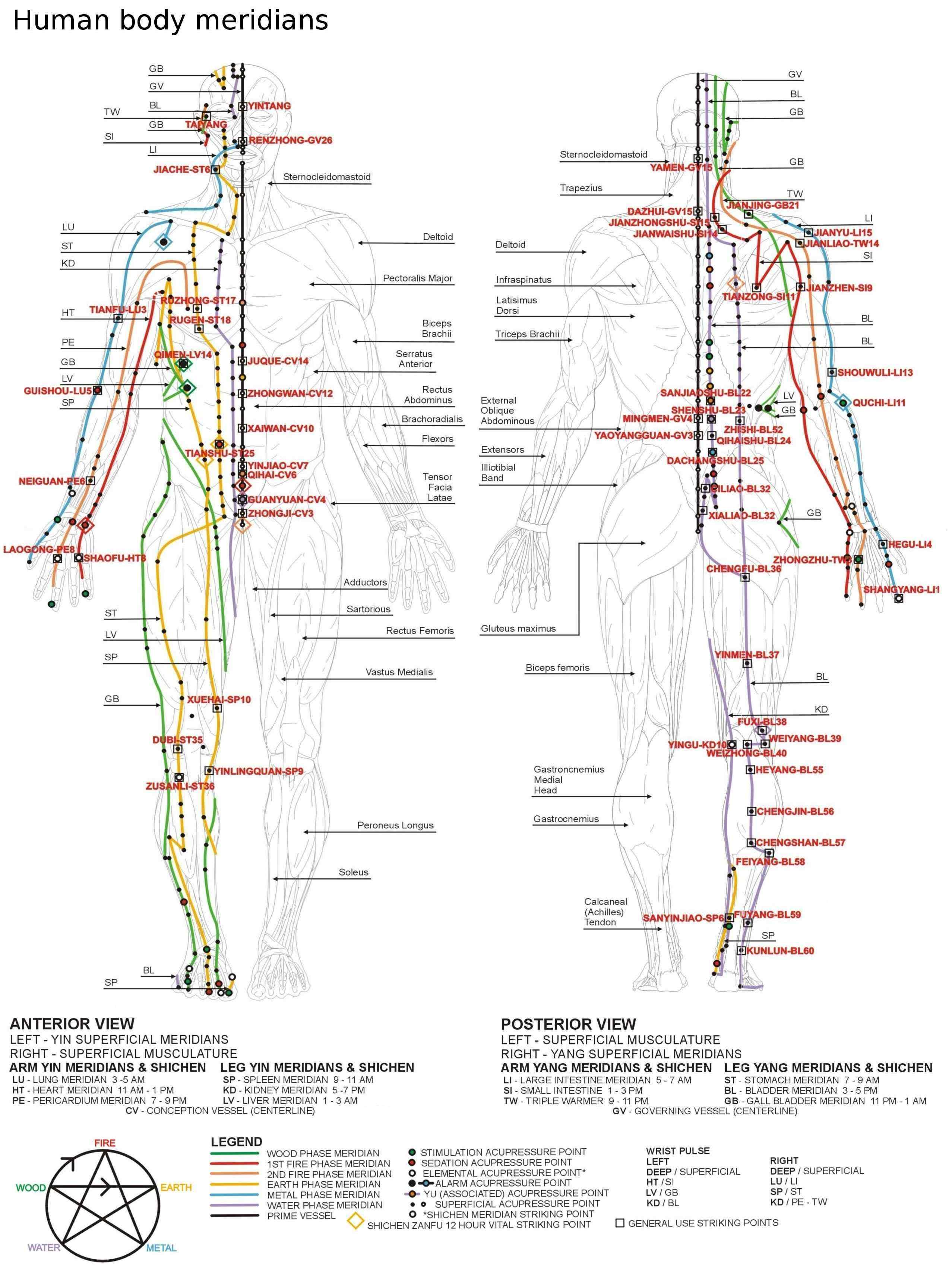
Overzicht van de 12 belangrijkste meridianen

De miltmeridiaan (Zu Tai Yin) is een van de 12 belangrijkste meridianen in de traditionele Chinese geneeskunde.
De meridiaan begint aan het uiteinde van de grote teen en loopt aan de binnenzijde van het been omhoog, via de buik naar de borst en eindigt bij de oksel. Volgens de traditionele Chinese geneeskunde is deze meridiaan een yinmeridiaan en behoort tot het element aarde. Tussen 09:00 en 11:00 uur zou deze energie het meest actief zijn.
Op de miltmeridiaan zitten 21 punten die gebruikt worden binnen de acupunctuur, acupressuur en reflexologie en deze zouden invloed hebben op de spijsvertering, energievoorziening, oedeem, gewrichten, hartklachten en piekeren.
longmeridiaan · dikkedarmmeridiaan · dunnedarmmeridiaan · maagmeridiaan · miltmeridiaan · hartmeridiaan · blaasmeridiaan · niermeridiaan · pericardiummeridiaan · drievoudige verwarmermeridiaan · galblaasmeridiaan · levermeridiaan